# Яковець Кирило Іванович
Кирило Іванович Яковець — український юрист, колишній прокурор та голова ГО «Нон-стоп».

## Біографічні дані
З 2011 по 2018 Яковець працював у Харківській прокуратурі № 2 Харківської області. У 2015 році успішно склав переатестацію. В 2018 році був звільнений за власним бажанням. У 2019 році отримав свідоцтво адвоката.
У вересні 2019 року Яковець став співзасновником ГО «НОН-СТОП». ГО є правозахисною волонтерською організацією та у 2019—2020 роках декларувала, що займається боротьбою з корупційними схемами лісництва в Харківській та Луганській області.
У 2022 році ГО Яковця повідомляла про волонтерську діяльність організації, зокрема доставляння гуманітарної допомоги мешканцям Харкова, разом з іншими благодійними організаціями та фондам, такими як «Спільноти небайдужих», «Дія» та «Червоний Хрест».
Окрім цього, ГО «НОН-СТОП» здійснює правозахисну функцію по захисту прав і свобод населення, в тому числі соціально-економічних і екологічних прав, протидії корупції, особливу увагу звертаючи на питання, що можуть завдати шкоди протидії повномасштабній військової агресії з боку російської федерації.

## Критика
Деякі люди стверджують, що Кирило Яковець активно пропагує надання правової допомоги особам, які намагаються уникнути мобілізації. На їх думку, на його сторінці у соціальних мережах та сторінці Громадської організації «НОН-СТОП» розміщено юридичні поради стосовно того як ухилятися від призову та спілкуватися з представниками військового комісаріату. Щоправда ніяких реальних підтверджень цьому немає, а в публікаціях, трактується чинне законодавство. Також він рекламує свої послуги та ділиться досвідом, як не приймати повістки, спілкуватися зі співробітниками ТЦК, отримувати бронь від призову.[виправити стиль]
Публікації, що підтримують Яковця і критикують дії влади щодо нього, були опубліковані на різних ресурсах та телеграм-каналах. Зазначається, що деякі з цих каналів визнані Службою безпеки України як джерела, куруються російським Головним розвідувальним управлінням Росії (ГРУ).
За даними розслідувань, ГО «НОН-СТОП», яку очолює Кирило Яковець нібито займається медійними та юридичними атаками на комерційні структури, окремих осіб та державні установи в інтересах замовників (інших комерційних структур або окремих осіб) та процесуальним тролінгом.